# Pedro IV do Congo
Pedro IV Afonso (c.1666 - 21 de fevereiro de 1718) foi manicongo do Reino do Congo entre 1709 e 1718. Foi um dos responsáveis pela reunificação do reino após quarenta e quatro anos de guerra civil, onde o Congo esteve dividido entre várias facções de poder que reclamavam o trono. D. Pedro teve sua base nas montanhas de Quibango e ao reunir o reino estabeleceu um sistema de monarquia eletiva denominado como "linhagens rotativas", onde a sucessão real seria eleita por um conselho das casas de Quimpanzo, Quinzala e Água Rosada. 

## Primeiros anos
D. Pedro Afonso Nasamu Amvemba de Água Rosada nasceu por volta de 1666, sendo o terceiro filho de D. Sebastião I, governante da região de Quibango, durante a guerra civil. Pedro assumiu o governo de sua região em 1695, após a morte de seu irmão D. Álvaro X.  Pedro foi um dos primeiros membros da Casa de Água Rosada, fundada por seu pais com a união de um governante Quimpanzo e uma princesa Quinzala. 
Ao conquistar o trono de sua região, Pedro se tornou ambicionou por ser reconhecido e apoiado como único rei do Congo (Manicongo). Seu maior rival foi D. João II, na região de Lemba. Pedro reconquistou São Salvador em 1696 com apoio de grandes casas e facções que desejavam a reunificação. Em 2 de agosto de 1696, ele foi coroado em São Salvador como D. Pedro IV Afonso. Mesmo assim teve de fugir logo após sua coroação, já que temia uma represália de João II. Pedro voltou para Quibango e estabeleceu novas alianças, casando-se em julho de 1699 com Hipólita-Maria de Quimpanzo, filha de D. Pedro Constantino da Silva, sobrinho da rainha D. Ana Afonso de Leão. 

## Início do reinado
Em 1700, o padre capuchinho italiano, Francesco de Paiva, ordenado pelas forças portuguesas, se compromete a apoiar religiosamente a reunificação do Congo.  Francesco apoia D. Pedro Afonso, que para ele parecia ser o mais qualificado. Em 1700 uma conferência onde os principais governantes e facções de poder juraram fidelidade a D. Pedro Afonso como legitimo rei e declararam o fim da guerra. 
A coroação teria ocorrido no Sábado Santo de 1702, mas no final da quaresma de 8 de abril de 1702, D. Manuel de Vuzi da Nóbrega ataca a cidade e impede que a cerimônia fosse terminada. Os novos conflitos fazem a guerra ter continuidade e a unidade do reino novamente em jogo. 

## Os antonianos
A jovem D. Beatriz se apresentou como uma médium de Santo António. Ela havia fundado uma seita religiosa conhecida como Antonianos, depois de ter um sonho onde o santo a alertava para guiar o grande rei D. Pedro de Água Rosada de volta a São Salvador, onde ele reinaria como legitimo soberano. Por apoiar D. Pedro IV, Dona Beatriz é condenada pela inquisição portuguesa por falsas profecias e por destorcer a imagem de um santo católico com um ser da mitologia congolesa. 
D. Pedro prossegue com sua campanha de reunificação, ainda utilizando os dogmas e visões apresentados pela profeta. Uma das condições para que a profecia se cumprisse era a reconquista de São Salvador. D. Pedro Constantino da Silva é mandado para restabelecer o controle na antiga capital, mas de última hora acaba por aderir ao movimento antoniano e assume o poder, ele mesmo. Foi proclamado rei em 1704.  
Dona Beatriz é abandonada por D. Pedro Constantino após dar a luz em 1705. Seu filho era fruto da relação com um de seus mais fieis seguidores chamado João Barros. Após este ato, Dona Beatriz é condenada a morte por heresia e feitiçaria pelo padre capuchinho Bernardo da Gallo. Ela teve a chance de se redimir por seus pecados, mas não o fez e foi queimada viva em 2 de julho de 1706. 

## Reunificação
Em 15 de fevereiro de 1709, D. Pedro IV Afonso, á frente de um exercito de 20 mil homens com o apoio de Ana Afonso de Leão, enfrenta as tropas de Pedro Constantino da Silva. Derrotado, Pedro é capturado e logo decapitado. Logo após isso, Pedro IV se muda definitivamente para São Salvador. Este é reconhecido como o fim da guerra e reunificação do reino, apesar das regiões de Lemba e Umbamba ainda manterem independência. 
O novo rei, afim de evitar novos conflitos, reestabelece o Conselho Real, que se tornaria responsável por eleger os soberanos ao final de cada reinado, escolhendo entre as casas de Quinzala, Quimpanzo e Água Rosada. Todas descendente de Afonso I. Os dois pretendentes restantes, João II de Lemba e Manuel de Vuzi da Nóbrega aceitam os termos e suas regiões se reintegram ao Congo. Com isso a guerra civil acaba de vez. 
D. Manuel Macasa de Quimpanzo casa-se com a filha de Pedro IV, Maria de Quimpanzo, tornando-se "Príncipe do Congo". Pedro IV permaneceria por alguns anos no trono, mas sem nunca ter sido coroado oficialmente. Faleceu em 21 de fevereiro de 1718 e sucedido por seu genro Manuel II. 